# Dcoop
Dcoop — испанская группа сельскохозяйственных кооперативов, крупнейший в мире производитель оливкового масла. Штаб-квартира расположена в Антекере (провинция Малага).

## История
Группа была создана в ноябре 1987 года в результате объединения 13 кооперативных маслобоен провинции Малага; первоначально называлась S.Coop.And. Oleícola Hojiblanca de Málaga. В 1997 году был запущен бренд оливкового масла Hojiblanca, вскоре ставший лидером на рынке Испании. В июне 1998 года был открыт новый завод по расфасовке масла в Антекере.
В ноябре 2003 года произошло слияние с группой кооперативов Cordoliva SCA, которая была основана в марте 1980 года и базировалась в Кордобе. Объединённая группа получила название Hojiblanca S.Coop.And; в неё входило 42 кооператива, она стала крупнейшим производителем оливкового масла в мире. В октябре 2005 года к Hojiblanca присоединилась группа Acorsa, объединявшая 6 кооперативов по производству столовых оливок. В следующие годы были поглощены ещё несколько групп кооперативов. В октябре 2007 года было создано совместное предприятие с Cargill. В октябре 2011 года была присоединена группа животноводческих кооперативов SCA Agropecuaria del Sur. По состоянию на 2012 год группа Hojiblanca объдиняла 96 кооперативов, в которые в сумме входило 55 тыс. фермеров, годовое производство составляло 246 тыс. т оливкового масла (7,8 % мирового рынка) и 67 тыс. т столовых оливок (2,6 %).
В марте 2013 года кооператив продал свой основной бренд, Hojiblanca, компании Deoleo, крупнейшему в мире дистрибьютору оливкового масла (20 % мирового рынка); взамен кооператив получил 10,3 % акций Deoleo и 2 места в совете директоров. В октябре 2013 года был поглощён кооператив Tierras Altas, который базировался в Гранаде и имел 15 маслобоен. После этого название Hojiblanca Cooperative Group было изменено на Dcoop. В 2014 году доля в Deoleo была продана американской инвестиционной группе CVC Capital Partners. Также в 2014 году был поглощён винодельческий кооператив Bodegas Asociadas Cooperativas.

## Деятельность
Основной специализацией Dcoop является производство оливкового масла, оливок и вина; также производит мясную продукцию, корм для скота, зерновые (пшеницу, ячмень, кукурузу), сухофрукты и фисташки. В группу входит около 200 кооперативов, включающих 75 тыс. фермеров, ей принадлежит 125 маслобоен.
Выручка группы за 2024 год составила 1,555 млрд евро, из них 916 млн пришлось на экспорт в 81 страну мира. Основными направлениями экспорта являются страны Европы (58 %), США (35 %) и Япония (3 %).